# Laje (Vila Verde)
Laje is een plaats (freguesia) in de Portugese gemeente Vila Verde en telt 2 244 inwoners (2001).